# Chloropseustes perlaeta
Chloropseustes perlaeta is een rechtvleugelig insect uit de familie veldsprinkhanen (Acrididae). De wetenschappelijke naam van deze soort is voor het eerst geldig gepubliceerd in 1977 door Descamps.